# Tatort: Traumhaus
Traumhaus ist ein Fernsehfilm aus der Kriminalreihe Tatort der ARD und des ORF. Der Film wurde vom Norddeutschen Rundfunk produziert und am 30. Mai 1999 erstmals ausgestrahlt. Es handelt sich um die Tatort-Folge 414. Für den von Manfred Krug verkörperten Kriminalhauptkommissar Paul Stoever ist es sein 36. Fall, der von Charles Brauer dargestellte Kriminalhauptkommissar Peter Brockmöller ermittelt in seinem 33. Fall. Aufzuklären ist der Mord an einem Lokaljournalisten, der die Kommissare auf die Fährte eines Baubetruges führt, der einhergeht mit einer familiären Tragödie. Die Haupt-Gaststars dieser Folge sind Ulrich Mühe, Susanne Lothar, Peter Sattmann, Marion Breckwoldt, Krystian Martinek und Gustav Peter Wöhler.

## Handlung
Der Makler Gunnar Engelhardt preist dem Ehepaar Friedel und Hanna Hebbel ein Einfamilienhaus an „in bester Lage und zu fairen Konditionen“, meint er. Er garantiert ihnen einen zügigen Baufortschritt und drängt zum Vertragsabschluss, da es weitere Interessenten gäbe. Friedel Hebbel gibt sich einen Ruck und ein Vertrag kommt zustande. Später stößt das Ehepaar auf sein „Traumhaus“ an. Als Hebbel am nächsten Tag in seiner Firma erscheint, erlebt er eine böse Überraschung, sein Vorgesetzter Schwamm teilt dem völlig konsternierten Mann mit, dass die Firma sich wegen Auftragsrückganges von ihm trennen müsse. Hebbel kann ihn auch nicht umstimmen, als er ihm erzählt, dass er sich gerade ein Haus gekauft habe, Alleinverdiener sei und seine Frau erneut schwanger sei. Zu Hause erzählt Hebbel seiner Frau nichts von seiner Kündigung.
Drei Wochen später wird die Leiche des Lokalreporters Hans Joachim Hoffmann gefunden. Von einer Kollegin, der Journalistin Linda Meyer, erfahren die ermittelnden Kriminalhauptkommissare Paul Stoever und Peter Brockmöller, dass „Hajo“ mit vielen Lokalgrößen des Ortes gut bekannt gewesen sei, so zum Beispiel auch mit dem Bürgermeister Willi Ralf Fromm, auf dessen Grundstück die Leiche gefunden wurde.
Bei ihren Ermittlungen stoßen Stoever und Brockmöller auf den Namen Friedel Hebbel. Als sie den Mann befragen, liefert er ihnen eine plausible Erklärung für sein Telefonat mit Hoffmann. Inzwischen hat Hanna Hebbel durch den Anruf einer Frau Schneider, in dem sie die Rückgabe eines Firmenhandys forderte, von der Entlassung ihres Mannes erfahren. Als sie ihn darauf anspricht, meint er nur, sie solle sich nicht beunruhigen, er habe schon wieder Arbeit, die seiner bisherigen sehr ähnlich sei. Er arbeite bei einer neu gegründeten Firma Metanet. Werner Braune, der von seinem ehemaligen Arbeitgeber ebenfalls eine Kündigung erhalten habe, sei dort auch beschäftigt.
Weitere Ermittlungen ergeben, dass sich auf Hoffmanns Konten 100.000 DM befinden, deren Herkunft unklar ist. Weiter finden die Kommissare heraus, dass das Baugebiet, das sich auf dem „Heuberg“ befindet, erst vor einiger Zeit als Wohngebiet ausgewiesen wurde. Das Grundstück wurde Luise Fromm von einer alten Dame vererbt. Keine vier Wochen nach ihrem Tod wurden dann 80.000 Quadratmeter Brachland in Bauland umgewandelt, wodurch das Ehepaar Fromm sozusagen über Nacht um viele Millionen reicher wurde. Die Kommissare vermuten, dass Fromm „Hajo“ dafür 100.000 DM gegeben habe, dass er Loblieder auf den Bürgermeister singt, wie sich dies aus recherchierten Zeitungsartikeln ergeben hat. Hoffmann habe die wahren Hintergründe wie Amtsmissbrauch, Korruption, Untreue, Erbschleicherei gekannt, aber nicht wahrheitsgemäß berichtet, sondern kassieren wollen. Bürgermeister Fromm gibt zu, dass Hoffmann Geld von ihnen gewollt, aber nicht bekommen habe. Er ergänzt noch, wenn die Kommissare auf dem Heuberg gewesen seien, wüssten sie doch sicher, dass die Alsterland GmbH eines gewissen Gunnar Engelhardt dort 24 Häuslebauer um ein gewaltiges Vermögen betrogen habe. Es gab bereits ein Konkursverfahren gegen Engelhardt, das aber mangels Masse eingestellt wurde.
Inzwischen wurde Hoffmanns Auto sichergestellt, außer der tödlichen Kugel wurde darin auch eine Zeitung mit einer eingekreisten Anzeige gefunden: Wohnidylle Klingenthal – Ein Traum wird wahr! Baugrundstücke und Häuser, angeboten von der Grundstücks- und Immobiliengesellschaft Riemenschneider seit 1899. Als Hebbel am nächsten Tag sein Baugrundstück aufsucht, trifft er auf einen Mann, der ihm selbstquälerisch erzählt, dass die Bagger nicht mehr kommen würden, Engelhardt sei ein Betrüger, ihrer aller Geld sei futsch und der Makler mache sich ein schönes Leben. Als Hebbel darauf verweist, dass die Firma doch alteingesessen sei und schon seit 1899 existiere, meint er nur, dass Engelhard sich den Namen von einer kleinen Firma gekauft habe, um Seriosität vorzutäuschen. Als Hebbel auf seiner finanzierenden Bank von einem Mitarbeiter kaltschnäuzig abgebürstet wird, fährt er in den Wald und gräbt eine Pistole aus. Dann sucht er Engelhardt auf, der gerade alles zusammenpacken und sich aus dem Staub machen will. Er wolle seine 223.000 DM zurück, fordert er. Ein Schuss fällt – Engelhardt stürzt auf den Boden und Hebbel läuft entsetzt davon.
Von Werner Braune erfährt Friedel Hebbel, dass sie eine kleine Pause einlegen müssten, da es Schwierigkeiten mit einem Tierarzt gäbe, der das Veterinäramt einschalten wolle. Kurz darauf wird Hebbel festgenommen und verhört. Die Beamten erklären ihm auch, dass er zumindest für die von ihm unterzeichneten Aufträge für illegale Antibiotika haftbar sei. „Die Sparkasse Holstein hat für viele von diesen armen Teufeln die Finanzierung übernommen“, stellt Brockmöller fest. Aufgrund eines richterlichen Beschlusses bekommt Brockmöller Einsicht in alle Daten, die mit dem Bauprojekt zusammenhängen. Dort stoßen sie auch auf den Namen Friedel Hebbel, Pharmareferent, den sie anfangs des Falls schon aufgesucht hatten.
Ein Zufall will es, dass Hanna Hebbel große Mengen des Hustensafts Resabol im Kofferraum des Wagens ihres Mannes findet. Misstrauisch geworden, gelangt sie mit Hilfe ihrer Freundin Brigitte an Informationen auf der passwortgeschützten Diskette. Was sie dort lesen muss, beunruhigt die schwangere Frau zutiefst. Ihr Mann soll zur Antibiotika-Mafia gehören. Überstürzt bricht Hanna auf. Inzwischen hat Friedel Hebbel seinen Kindern Schlafmittel verabreicht. Als Hanna beunruhigt nach Hause kommt, wundert sie sich, dass die Kinder bereits eingeschlafen sind. Sie konfrontiert ihren Mann mit der Diskette. „Bitte sag mir, dass du nichts mit Hoffmanns Tod zu tun hast“, fleht sie ihn an. „Es ist alles noch viel schlimmer“, entgegnet er, „den Engelhardt habe ich auch umgebracht, es ist alles aus“. Hanna sieht die geöffneten Schlafmittelpackungen und eilt zu ihren Kindern. Mit einer Pistole kommt ihr Mann ihr nach, er will sie erschießen. Es gelingt Hanna, ihn umzustoßen. Plötzlich stehen Stoever und Brockmöller im Zimmer. Hebbel gesteht, dass Hoffmann ihm auf die Spur gekommen sei und sich mit ihm habe treffen wollen. Er habe schnell gemerkt, dass Hoffmann, auch wenn er ausgepackt hätte, ihn nicht geschont hätte. In der Folge habe es einen Wortwechsel und ein Gerangel gegeben und es habe sich ein Schuss aus Hoffmanns Waffe gelöst. Er habe das nicht gewollt, und von Engelhardt habe er nur sein Geld zurückhaben wollen. Die Kommissare müssen ihn mitnehmen. Hanna und die Kinder stehen am Fenster, als er ins Polizeiauto einsteigt.

## Rezeption

### Einschaltquote
Bei seiner Erstausstrahlung am 30. Mai 1999 konnte die Folge Traumhaus 9,06 Millionen Zuschauer verbuchen, was einem Marktanteil von 31,01 Prozent entsprach.

### Kritik
TV Spielfilm befand: „Das Duo trällert As Time Goes By – und wirkt dabei fast schon zu entspannt.“
Die Fernsehzeitschrift Hörzu urteilte: „Eine solide Hamburger Fischkopp-Kost, aber kein ‚Tatort‘ zum Mitbibbern. Statt zielstrebig zu ermitteln, waren Manfred Krug und Charles Brauer eher zwei verbrecherjagende Sangesbrüder, die zum Angeln sogar Maden aus der Pathologie verwenden würden.“
Günter H. Jekubzik vom Online-Filmmagazin Filmtabs meinte, dass es „von der Planung her ein packender, erschütternder Krimi“ hätte werden können, stieß sich aber in erster Linie daran, dass der Stoff von Raimund Weber noch andere Themen enthielt, wie einen toten Journalisten und seine Recherche eines Arzneimittelskandals und eben und vor allem „die von Manfred Krug und Charles Brauer gespielten Ermittler mit dem Drang zur Soloshow“, wodurch auch das „bekannt eindringliche Spiel von Ulrich Mühe und Susanne Lothar als Ehepaar Hebbel deplaziert“ gewirkt habe.